# نزار يعيش
ولد محمد نزار يعيش، وزير المالية في حكومة الفخفاخ، سنة 1974. وهو مهندس اقتصاد تخرج من المدرسة المركزية بباريس (1995/ 1998) .
شغل يعيش خطة مدير تنفيذي بـاتصالات تونس، ومدير عام مكتب استشارات دولية في الاستراتيجيات والتقنيات الحديثة، ومستشار في عدد من مكاتب الدراسات في دبي وباريس...وهو مختص في إدارة المشاريع وشريك ب«بي دبل يو سي» (مكتب استشارة وتدقيق).
1. ↑  وصلة مرجع: http://www.tunisie.gov.tn/membre-de-gouvernement/159/38-يعيش.htm.